# نورمان إي. روزنتال
نورمان إي. روزنتال (بالإنجليزية: Norman E. Rosenthal)‏ هو باحث طبي ومؤلف وطبيب نفسي جنوب أفريقي، ولد في 1950 في جنوب أفريقيا.

## وصلات خارجية
- الموقع الرسمي
- نورمان إي. روزنتال على موقع الموسوعة البريطانية (الإنجليزية)